# Nu väl bereden eder
Nu väl bereden eder är en adventspsalm med fyra 8-radiga verser av den tyske latinprofessorn Valentin Thilo i Königsberg. Han diktade texten 1642. År 1903 bearbetade Oscar Ahlström den tidigare till svenska översatta texten.

## Publicerad i
- Finlandssvenska psalmboken 1986. I tidigare finlandssvenska psalmböckerna 1886 och 1943 med den här aktuella inledningen. I 1986 års version bearbetad till "Nu må vi oss bereda".